# Gevorkte silene-uil
De gevorkte silene-uil (Sideridis rivularis, synoniem: Hadena rivularis) is een nachtvlinder uit de familie Noctuidae, de uilen. De voorvleugellengte bedraagt tussen de 14 en 16 millimeter. De soort komt verspreid over Europa voor. Hij overwintert als pop.

## Waardplanten
De gevorkte silene-uil heeft als waardplanten soorten silene, met name de dagkoekoeksbloem.

## Voorkomen in Nederland en België
De gevorkte silene-uil is in Nederland een gewone en in België een niet zo gewone soort, die verspreid over het hele gebied gezien kan worden. De vlinder kent twee, soms drie, generaties die vliegen van eind april tot en met september.